# Bukolický román

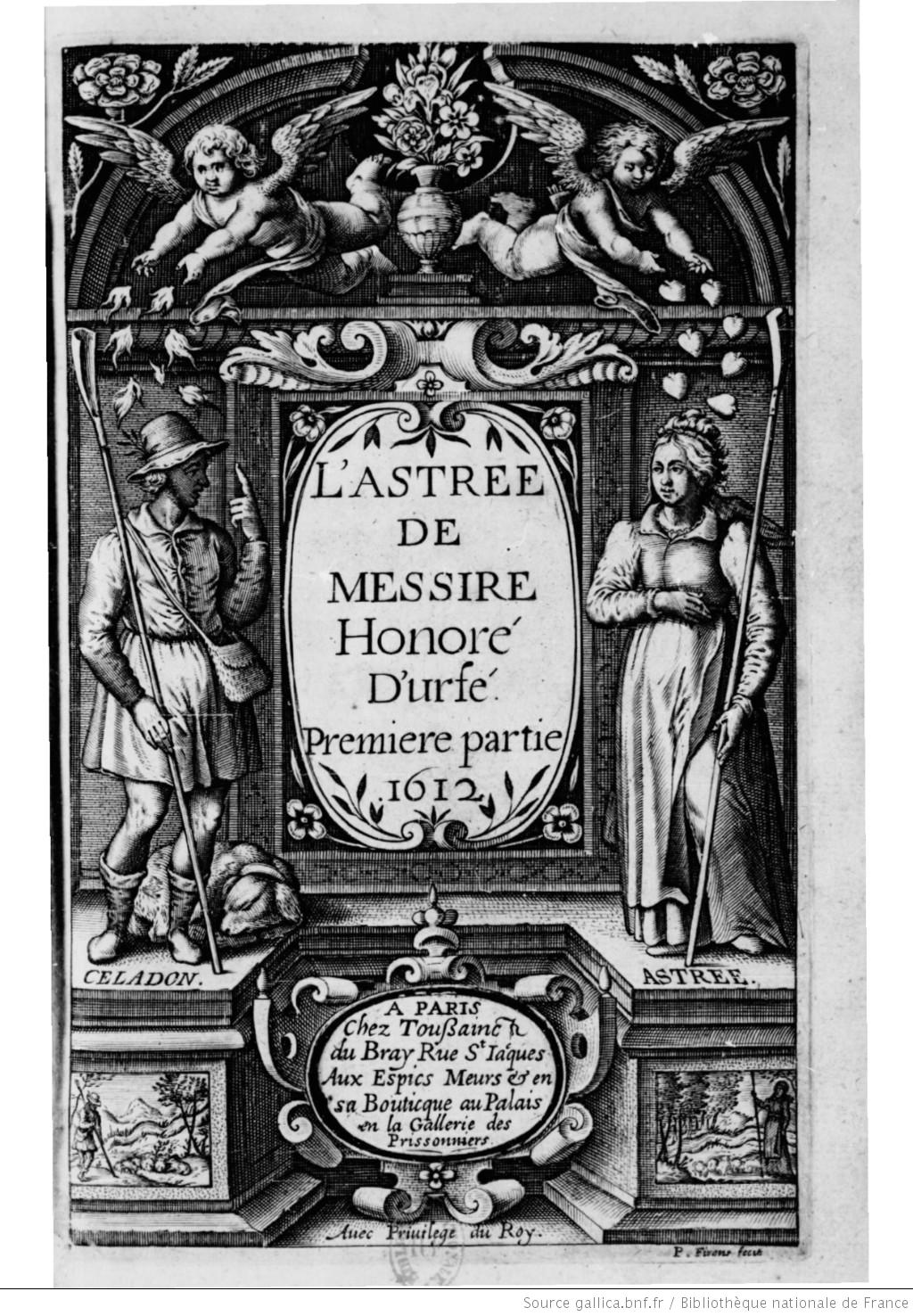
Frontispis prvního dílu románu Astrea (1607–1627) Honorého d’Urfé, výtisk z roku 1612

Bukolický román, nazývaný také pastorální román nebo pastýřský román, je literární žánr, jeden z typů románu. Vznikl spojením dobrodružného příběhu s estetikou pastorální poezie. Zachycuje život ve vlídné a poklidné přírodě idealizované řecké Arkádie nebo podobné krajiny, obvykle na horách, v lesích či na loukách. Hlavními hrdiny bývají mladí a pohlední pastýři zažívající příhody milostného či dobrodružného rázu.
Žánr vznikl ve starověké řecké literatuře, z 2. století se zachoval Longův román Dafnis a Chloé. Výrazného období rozkvětu pak se bukolický román dočkal v 16. a 17. století. Prvním úspěšným tvůrcem byl italský humanista Jacopo Sannazaro se svou částečně veršovanou Arkádií (Arcadia, 1504). Žánr pak pěstovali například španělští tvůrcové Jorge de Montemayor, autor Diany (1559), nebo Miguel de Cervantes y Saavedra, autor Galatey (1585); v Anglii má nejvýznamnější pozici Philip Sidney a jeho Arkádie (1590). Patrně největší obliby dosáhl nicméně francouzský autor Honoré d’Urfé románem Astrea (L’Astrée, 1607–1627). S nástupem moderní literatury žánr ve své konvenční podobě vymizel, pastorální prvky se však objevují i v pozdějších dílech, někdy v ironizované nebo převrácené podobě, například u Charlese Dickense nebo Thomase Hardyho. Za bukolické romány v širším smyslu bývají v moderním písemnictví označována také některá idylická díla odehrávající se na venkově, jako Grahamův Vítr ve vrbách (1908) či Leeovo Jablečné víno s Rozárkou (1959).

## Charakteristika

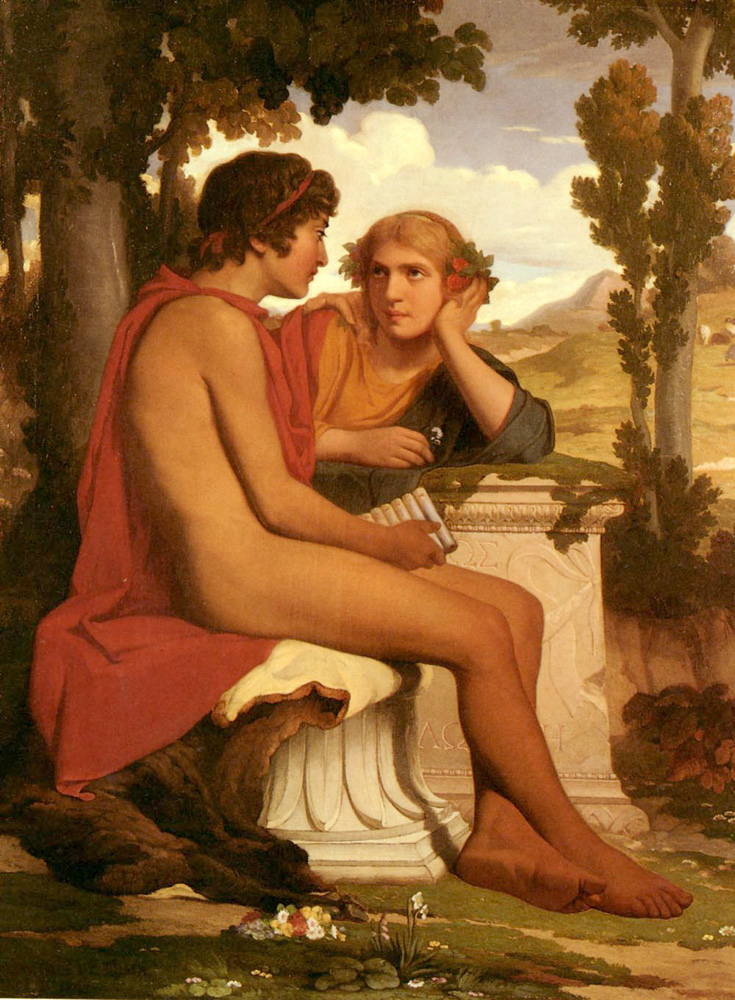
Dafnis a Chloé, malba z 19. století zobrazující dvojici ze stejnojmenného starořeckého románu, autorem obrazu je Dominique Papety

Pastorální romány popisují idylický a harmonický život pastýřů a jejich milostné vztahy. Postavy jsou však pastevci pouze vnějškově a některými svými atributy (jako pastýřská hůl, stádo ovcí či koz a věrný pes). Pod bukolickým koloritem vystupují charaktery aristokratů a rytířů – hrdinové často jsou vzdělaní a kultivovaní a svůj čas netráví péčí o zvířata, nýbrž milostnými hrami a dobrodružstvími, pro která není pastýřská identita nijak určující. Typickým znakem je pohlednost všech hrdinů – muži mají bledou pleť, rudé rty, štíhlé údy a vlnité vlasy a běžnou zápletkou je přestrojování za dívku. Svou harmoničností má blízko k idyle, utopii, ale také pohádce; zároveň bývá někdy, vzhledem k složitým dobrodružným zápletkám, považován za poddruh hrdinského románu.
Lásce protagonistů se staví do cesty mnohé překážky a romány jsou plné napínavých zvratů a únosů, ty však nakonec štěstí milenců nemohou překazit. Nejedná se pouze o jednoduchý eskapismus, díla lze číst také jako kritiku dekadentní urbanizované společnosti, spojenou s nostalgickou představou jednoduššího, poctivějšího a čistějšího Zlatého věku, popřípadě biblické zahrady Eden bez hříchu. Raně novověké pastýřské romány zároveň mohly sloužit jako příručky dobové galantnosti, dvornosti, kultivovanosti a vytříbenosti.
Výraznou roli hraje prostředí, do nějž jsou pastorální příběhy zasazeny, a sice mírná a snadno obyvatelná příroda s lesy, lukami a vodou. Touto krajinou bývala často hornatá řecká Arkádie, což se odráží již v samotných názvech některých románů. Není to však podmínkou, bukolické romány se mohou odehrávat v jakékoliv kultivované a přívětivé krajině. Antický román Dafnis a Chloé je umístěn na ostrov Lesbos, zatímco barokní pastýřský román Astrea její francouzský autor, Honoré d’Urfé, zasadil do oblasti Forez na horním toku Loiry v 5. století; to mu umožnilo spojit antickou tradici s postavami druidů a dalšími galskými prvky. Renesanční a barokní pisatelé bukolických románů takto postupovali zcela běžně, s oblibou umisťovali děj do vybraných míst své země, a vytvářeli tak své vlastní „národní arkádie“.

## Historie

### Starověk
Počátky bukolického románu je možné vysledovat ve starověké řecké literatuře 2. a 3. století. Vznikl spojením tradice pastorální poezie, reprezentované především Theokritovými idylami (3. století př. Kr.) a Vergiliovými Zpěvy pastýřskými (1. století př. Kr.), s maloasijskými řeckými dobrodružnými romány. K dochovaným dílům patří zejména Longův román Dafnis a Chloé, situovaný na Lesbos. Jeho hrdinové se, na rozdíl od ostatních řeckých románů, nevydávají na cestu. Prvky pastýřského románu nalezneme také v Příhodách Leukippy a Kleitofónta Achillea Tatia a v Héliodórových Aithiopských příbězích Theagena a Charikelie. V těchto prózách zažívají hrdinové často velkolepá dobrodružství a láska milenců bývá ohrožována nečekanými pohromami, zásahy štěstěny však vždy vedou ke šťastným koncům.

### Raný novověk

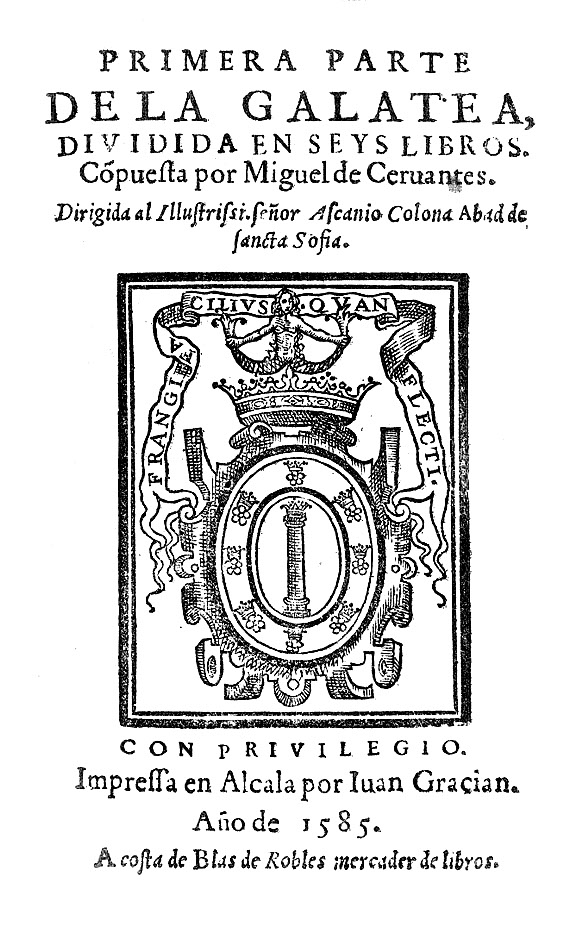
Titulní strana prvního vydání Cervantesova pastýřského románu Galatea (1585)

V raném novověku, zejména v 16. a 17. století, obliba žánru znovu vzrostla. Pravděpodobně se na tom podílelo evropské objevení Nového světa, popisovaného v dobových textech jako nedotčená a zelená země věčného jara, obydlená ušlechtilými a nezkaženými divochy. V 16. století určily novou podobu pastorálního románu díla španělských a italských autorů, navazujících na řecké vzory. Náměty na zápletky a epizody čerpali autoři také ze starších sbírek novel, především Boccacciova Dekameronu. Prvním úspěšným renesančním bukolickým románem se stala italská Arkádie (Arcadia, 1504) Jacopa Sannazara, propojující prozaické vyprávění s veršovanými pasážemi a přeložená v roce 1549 do španělštiny. Právě ve španělské próze se v této době také začala prosazovat bukolická tematika, byť ještě jako součást rytířských nebo dobrodružných románů – pasáže v pastorálním stylu obsahoval například Amadís Řecký (Amadís de Grecia, 1530), pokračování Amadíse Waleského od Feliciana de Silva. Běžným postupem v rodících se pastýřských románech byla kombinace prózy a poezie, v podobě eklog vložených do vyprávění. Kromě Sannazarovy Arkádie jej lze nalézt u portugalského spisovatele Bernardima Ribeiry, jehož posmrtně vydaná Kniha stesku (Livro dos saudades – Menina e Moça, 1554) silně ovlivnila následující tvůrce.

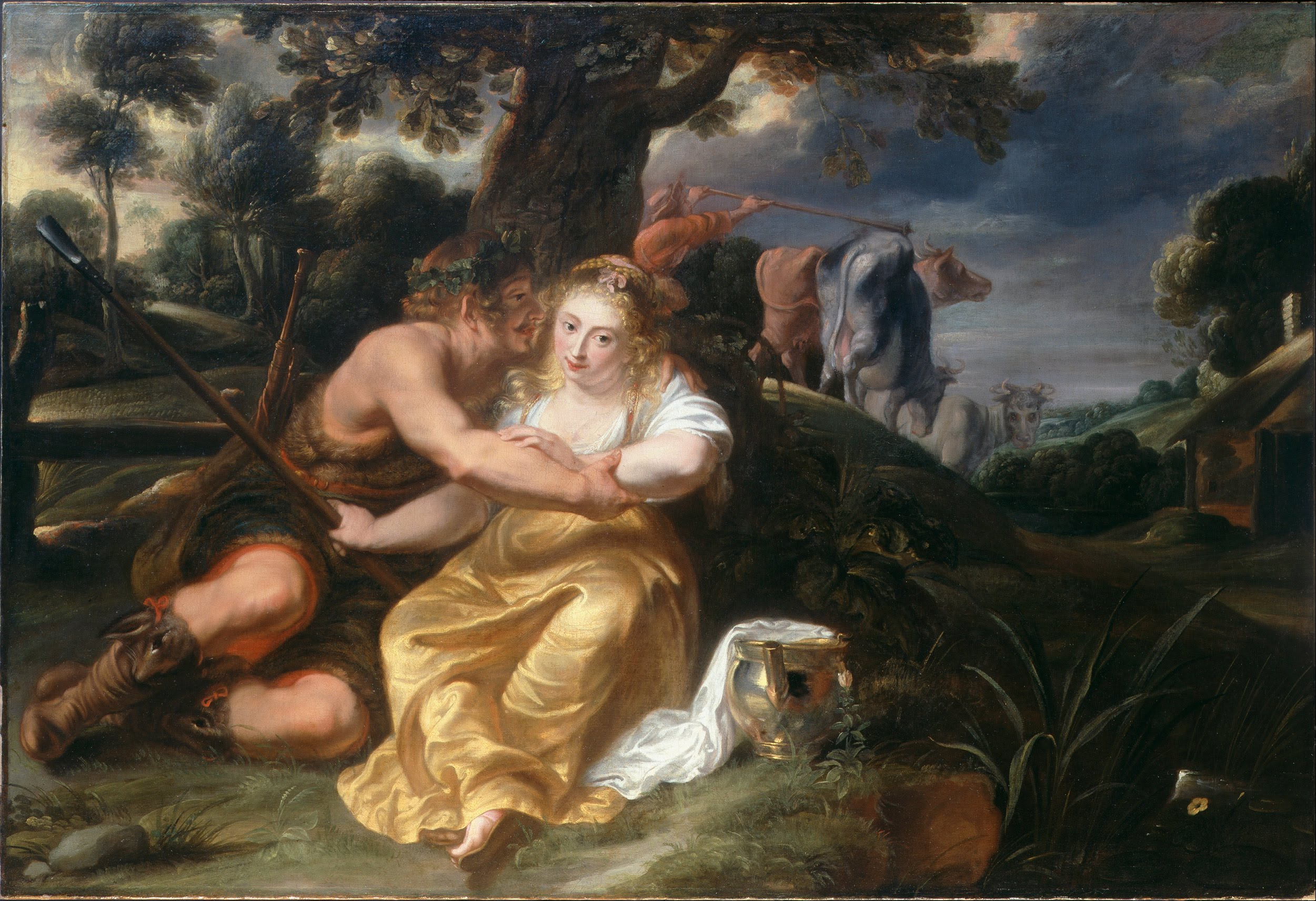
Pastýř a pastýřka během milostné scény na obraze Bukolická dvojice ze 17. století, autorem asi Jan Thomas van Ieperen

Ve Španělsku šlo především o Dianu (1559) Jorgeho de Montemayor a Galateu (1585) Miguela de Cervantes y Saavedra. V Anglii žánr reprezentuje Philip Sidney se svou Arkádií. Po autorově smrti toto dílo vydala jeho sestra Mary, a je proto známé jako Arkádie hraběnky z Pembroke (1590). Na přelomu 16. a 17. století žánr ovlivnila také divadelní zpracování pastýřských příběhů, zejména italská tragikomedie Věrný pastýř (Il Pastor Fido, 1590) Battisty Guariniho nebo anglické pastorální hry Francise Beaumonta a John Fletchera. Docházelo ovšem i k ovlivňování opačným směrem, od prózy k dramatu; kupříkladu pastorální román Rosalinda: Eufuův zlatý odkaz (Rosalynde: Euphues’ Golden Legacie, 1590), jejž sepsal Thomas Lodge na částečném podkladu epické básně ze 14. století, ovlivnil Shakespearovu komedii Jak se vám líbí (asi 1599).
V 17. století se pastorální tematika začala pojit s estetikou baroka; ve Francii se v době vlády Ludvíka XIV. uplatňovaly pastýřské motivy nejen v literatuře, ale také na slavnostech, bálech a v operách. Bukolické romány zachycující lásku pastýřů mísily novoplatónské pojetí duchovního milostného citu s erotickým pojetím. K nejvýznamnějším francouzských spisovatelů bukolické literatury se stal Honoré d’Urfé, známý svým rozsáhlým a dobově neobyčejně populárním románem Astrea (L’Astrée, 1607–1627). Svým zaměřením na lidské city, převážně milostné, přispěl žánr v raně novověkém období k rozvojil preciózní literatury a ustavení psychologického románu. Astrea ale svým důrazem na střet lásky a povinnosti a rozborem milostného citu ovlivnila také klasicistní dramatiky (Pierre Corneille, Jean Racine). Silný vliv měl román též na preromantiky a romantiky, k ovlivněným tvůrcům se počítá Jean-Jacques Rousseau (zejména ve své Nové Heloise), François René de Chateaubriand, George Sandová či Stendhal.

### Moderní literatura
Pozdější literatura opustila tradiční žánrové konvence bukolického románu, s některými jeho prvky však pracovala i nadále. Pastorální prostředí v moderních prózách někdy funguje jako výchozí bod hrdiny, který své bukolické prostředí opouští, prozkoumává svět a zažívá deziluzi, což je případ Johnsonovy novely Rasselas (1759). Zvláštním typem pastorálního románu se staly příběhy navazující na Defoeova Robinsona Crusoe svým zasazením do nedotčené přírody pustého ostrova – příkladem takové pastorály může být The Coral Island (Korálový ostrov, 1857) Roberta Michaela Ballantynea.
V průběhu 19. století dostaly pastorální prvky v románech nové impulzy díky rostoucí industrializaci a důrazu na protiklad město–venkov. Zatímco však starší bukolické texty a pracovaly se zcela idealizovanou a nerealistickou představou o harmonickém životě pastýřů, moderní romány idylické prvky problematizovaly a snažily se o realističtější postižení venkovského života, byť také v stylizované podobě. Bukolické prvky najdeme například v románech Charlese Dickense, mimo jiné v Kronice Pickwickova klubu (1836–1837)
nebo v Nadějných vyhlídkách (1860–1861), stavějících dobrotu a důvěřivost vesnického prostředí do kontrastu se zkažeností města a soudů. Také George Eliot využívala ve svých románech pastorálních prvků – její Adam Bede (1859) je milostným příběhem ušlechtilých postav pastorálního typu, odehrává se však v drsném, realistickém prostředí dobového venkova; podobně Červený mlýn (The Mill on the Floss, 1860) spojil arkádický příběh s popisem realistických vlivů společnosti, morálky, historie a náboženství na chování lidí. Podobně postupoval též Thomas Hardy (například Daleko od hlučícího davu, 1874) a později David Herbert Lawrence; texty těchto autorů však představu o poklidných venkovských dobrodružstvích často ironizují nebo zcela převracejí a lze hovořit spíše o darwinovsky laděných antipastorálních románech.
Ve 20. století přežívaly prvky bukolického románu v idylických či nostalgických příbězích situovaných na venkov; příkladem může být Vítr ve vrbách (1908) Kennetha Grahama nebo Jablečné víno s Rozárkou (1959) Laurieho Leea; v ale širším smyslu také například v románech o australské divočině Patricka Whitea, v románech osidlování amerického a kanadského pohraničí Margaret Atwoodové či v některých prózách magického realismu.